# Jelena Alexandrowna Maximowa

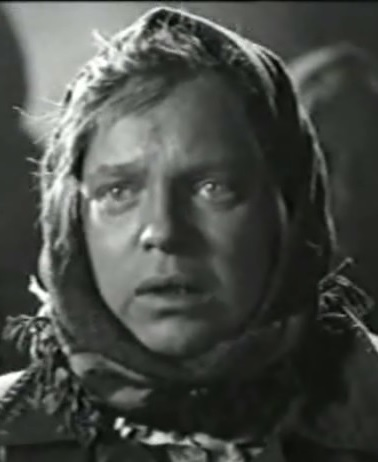
Jelena Maximowa 1935

Jelena Alexandrowna Maximowa (russisch Елена Александровна Максимова; * 23. November 1905 in Moskau; † 23. September 1986 ebenda) war eine sowjetische Film-Schauspielerin.

## Herkunft und Laufbahn
Jelena Maximowa war die Tochter eines Lebensmittelhändlers († 1920) und einer Hausfrau († 1922). Sie hatte zwei Schwestern. 1916 zog die Familie nach Sokilnyky, wo der Vater als Buchhalter im örtlichen Waggonwerk arbeitete. Nach seinem Tod mussten die Töchter in eine Erziehungseinrichtung übersiedeln, da die chronisch kranke Mutter sie nicht ernähren konnte.
Während des neunten Schuljahres nahm Maximowa im Januar 1925 erfolgreich an einem Talentwettbewerb des Mosproforbstudios teil und begann dort im Sommer desselben Jahres ein Studium. Nebenbei arbeitete sie bis September 1926 in einer Knopffabrik.
Im Jahr 1927 gab die 21-Jährige in Die Frauen von Rjasan ihr Filmdebüt. Bis Ende der 1930er Jahre folgten noch vier weitere Filme unter der Regie von Olga Iwanowna Preobraschenskaja und Iwan Konstantinowitsch Prawow, darunter Der stille Don (russisch Тихий Дон Tichi Don, 1930). In der Adaption des gleichnamigen Romans von Michail Scholochow gab Maximowa die einzige Hauptrolle ihrer gesamten Laufbahn. 27 Jahre später war sie auch an Sergei Gerassimows Neuverfilmung beteiligt. Anfangs stand die dunkelhaarige Mimin vorwiegend in Produktionen von Sowkino vor der Kamera, 1928 spielte sie in Хромой барин (Chromoi barin) nach Der hinkende Fürst von Alexei Tolstoi erstmals in einem Film von Meschrabpom. Regisseur des Dramas war Konstantin Eggert. In Erde (1930) gab Maximowa die erste Nacktszene einer Frau in der sowjetischen Filmgeschichte. 1936 sprach sie in der russischen Version von Kämpfer die Hauptrolle, einzelne Engagements als Synchronsprecherin in sowjetischen Filmen sollten bis zu ihrem Tod folgen. Zu den bekanntesten Projekten Maximowas in dieser Zeit zählen auch Aerograd (1935) und Nachtigall, kleine Nachtigall (1936), ein früher sowjetischer Farbfilm.
Während des Deutsch-Sowjetischen Krieges befand sie sich kurzzeitig in der Nähe von Ufa und danach in Stalinabad im Exil. Hier entstand unter ihrer Mitwirkung u. a. Принц и нищий (Prinz i nischtschi, 1943), eine Verfilmung von Der Prinz und der Bettelknabe. 1945 trat Maximowa in die KPdSU ein. Nach dem Krieg spielte sie zwar keine wichtigen Rollen mehr, war aber bis an ihr Lebensende für verschiedene Produktionsstätten wie das Gorki-Studio, Belarusfilm und die DEFA aktiv. Ihre Filmografie umfasst über 140 Werke, am 30. September 1958 wurde sie mit dem Titel Verdiente Künstlerin der RSFSR ausgezeichnet. Maximowa starb 80-jährig in einem Pflegeheim, ihre Asche wurde auf Wunsch der Darstellerin auf dem Fluss Tschernaja verstreut.

## Privates und Persönlichkeit
Maximowa lernte Ende 1927 den Ingenieur Georgi Nikolajewitsch Lukjanow († 1983) kennen, beide heirateten am 6. Januar 1928. Sie hatten einen gemeinsamen Sohn namens Gleb (1934–1999), der später Kameramann beim Studio Mosnautschfilm wurde. Maximowas Enkel Andrei Glebowitsch Lukjanow (* 1958) studierte Jura, arbeitete als Journalist und Dichter und ist seit 2005 regelmäßig als Schauspieler zu sehen.
Sie galt in ihrer Umgebung als gesellige und willensstarke, zeitweise aber auch strenge Person, die sich auf jede Rolle akribisch vorbereitete.

## Filmografie (Auswahl)

### Darstellerin
- 1927: Die Frauen von Rjasan (Baby rjasanskije)
- 1929: Irrwege der Leidenschaft (Chromoi barin)
- 1930: Erde (Semlja)
- 1930: Der stille Don (Tichi Don)
- 1935: Aerograd
- 1936: Nachtigall, kleine Nachtigall (Grunja Kornakowa)
- 1940: Timur und sein Trupp (Timur i jego komanda)
- 1944: Soja
- 1948: Die junge Garde (Molodaja gwardija)
- 1948: Ihr großer Tag (Perwoklassnitsa)
- 1948: Es begann im blauen Expreß (Pojesd idjot na wostok)
- 1951: Goldener Sommer (Schtschedroje leto)
- 1952: Aus dem Tagebuch einer Ärztin (Selski wratsch)
- 1953: Segel im Sturm (Admiral Uschakow)
- 1954: Im Eismeer verschollen (Morje studjonoje)
- 1954: Feuertaufe (Schkola muschestwa)
- 1955: Die Grille (Poprygunja)
- 1957: Die Höhe (Wysota)
- 1957: Der stille Don – Teil 1 (Tichi Don)
- 1958: Der stille Don – Teil 2
- 1958: Die Freiwilligen (Dobrowolzy)
- 1959: Das Vaterhaus (Ottschi dom)
- 1961: Flammende Jahre (Powest pomennych let)
- 1963: Ohne Furcht und Tadel (Bes stracha i uprjoka)
- 1964: Vater eines Soldaten (Otez soldata)
- 1967: So ein großer Junge (Takoi bolschoi maltschik)
- 1968: Damals im Jahr 41 (Iwan Makarowitsch)
- 1969: Zeit zu leben
- 1971: Liebeserklärung an G.T.
- 1972: Der verschwundene Zeuge (Propascha swidetelja)
- 1974: Alte Wände (Staryje steny)
- 1974: Erfüllte Wünsche (Ispolnenije schelani)
- 1975: Dieser unruhige Winter (Eta trewoschnaja sima)
- 1976: Sturm auf dem Festland (Storm na susche)
- 1978: Und bei uns war es still (A u nas byla tischina...)
- 1981: Geheimnis des Notizbuches (Taina sapisnoi knischki)

### Synchronsprecherin
- 1936: Kämpfer – für Lotte Loebinger
- 1964: Eine wahre Geschichte (Nepridumannaja istorija)
- 1965: Unser Zuhause (Nasch dom) – für Olga Gawrilowna Schachowa